# جاكي كار (لاعب كرة قدم)
جاكي كار (بالإنجليزية: Jackie Carr)‏ (26 نوفمبر 1892 في المملكة المتحدة - 10 مايو 1942 في المملكة المتحدة) هو مدرب كرة قدم ولاعب كرة قدم بريطاني (وحمل سابقاً جنسية المملكة المتحدة لبريطانيا العظمى وأيرلندا) في مركز قلب الدفاع. شارك مع منتخب إنجلترا لكرة القدم. أما مع النوادي، فقد لعب مع نادي بلاكبول ونادي ميدلزبره ونادي هارتلبول يونايتد.

## وصلات خارجية
- جاكي كار (لاعب كرة قدم) على موقع ناشيونال فوتبول تيمز (الإنجليزية)
- جاكي كار (لاعب كرة قدم) على موقع Soccerbase.com (مدرب) (الإنجليزية)